# Mick Schumacher
Mick Schumacher (Vufflens-le-Château, Zwitserland, 22 maart 1999) is een Duits-Zwitsers autocoureur. Hij is de zoon van zevenvoudig wereldkampioen Formule 1 Michael Schumacher en neef van eveneens voormalig Formule 1-coureur Ralf Schumacher en diens zoon David. In 2018 werd hij de laatste kampioen van het Europees Formule 3-kampioenschap. Sinds 2019 maakt hij deel uit van de Ferrari Driver Academy, het opleidingsprogramma van het Formule 1-team van Ferrari. In 2020 werd hij kampioen in de Formule 2. In 2021 reed hij zijn eerste seizoen in de Formule 1 bij het Haas F1 Team.

## Carrière

### Karting
Schumachers autosportcarrière begon in 2008 in het karting. Om grote media-aandacht vanwege zijn bekende vader te voorkomen, gebruikte hij de naam Mick Betsch, waarbij Betsch de geboortenaam is van zijn moeder. In 2011 en 2012 reed hij in de KF3-klasse van de ADAC Kart Masters en eindigde respectievelijk als negende en zevende. In de Euro Wintercup van de KF3-klasse werd hij derde in 2011 en 2012, terwijl hij in 2012 ook derde werd in het KF3 Rating DMV Kart Championship. In 2013 eindigde hij als derde in het Duitse juniorkartkampioenschap en in de KF-juniorenklasse van de CIK-FIA Super Cup. In 2014 gebruikte Schumacher de naam Mick Junior en reed in zowel nationale als internationale kampioenschappen. Hij werd tweede in het Duitse juniorkartkampioenschap, alsmede in het Europees- en wereldkampioenschap karting.

### Formule 4

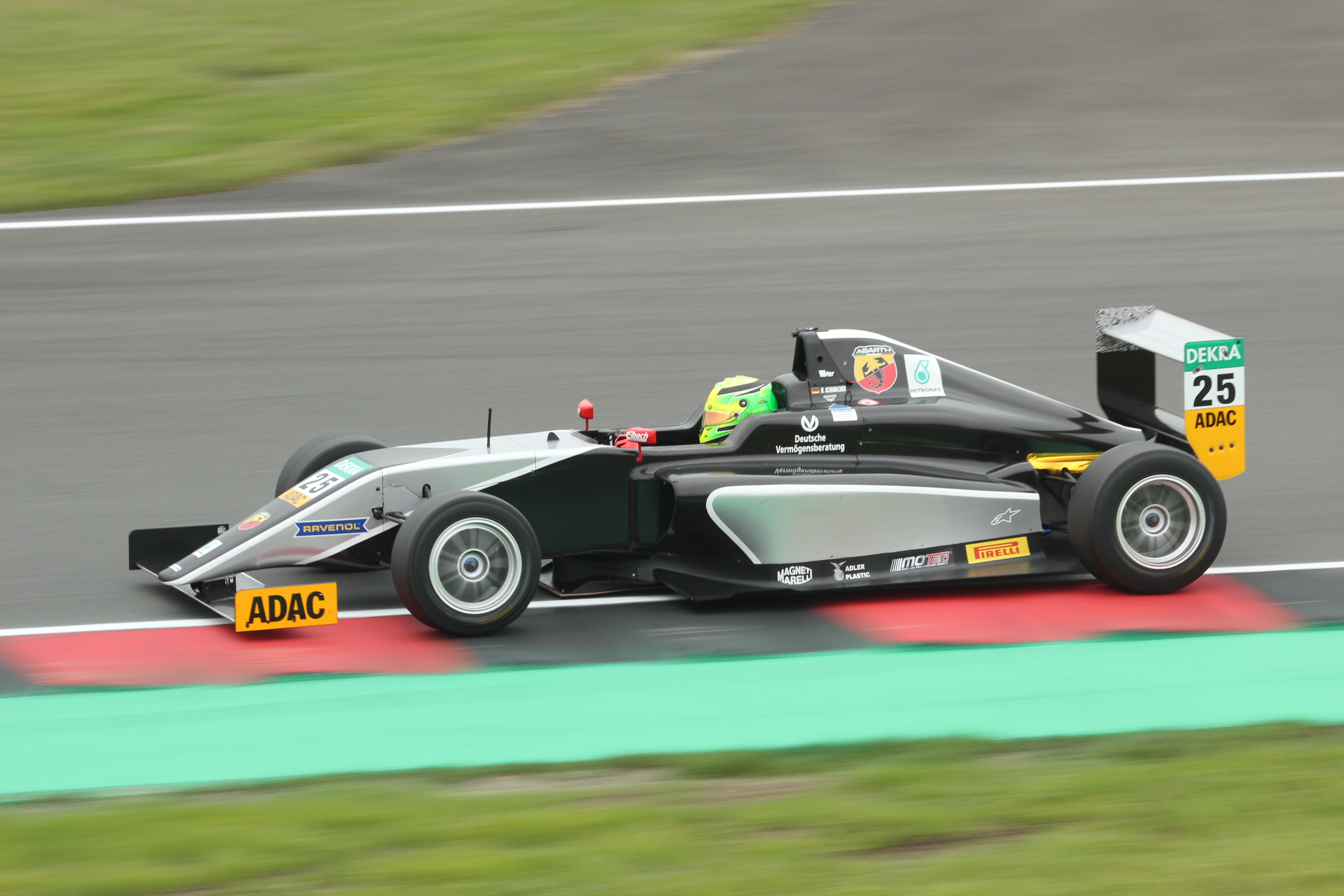
Mick Schumacher in Oschersleben in het Duitse Formule 4 kampioenschap 2015

Aan het eind van 2014 testte Schumacher voor het team Jenzer Motorsport in een Formule 4-auto. In 2015 begon Schumacher, voor het eerst onder zijn geboortenaam, zijn carrière in het formuleracing in het ADAC Formule 4-kampioenschap voor het team Van Amersfoort Racing. In zijn eerste raceweekend op de Motorsport Arena Oschersleben behaalde hij direct zijn eerste overwinning, maar hierna behaalde hij nog slechts één podiumplaats en werd zo tiende in de eindstand met 92 punten.
In de winter van 2016 startte Schumacher tijdens het laatste raceweekend van de Indiase MRF Challenge op het Madras Motor Race Track. Hoewel hij niet deelnam in de eerste drie raceweekenden eindigde hij met twee podiumplaatsen en met 51 punten als tiende in het kampioenschap. Vervolgens keerde hij terug naar Europa, waarin hij in zowel de ADAC- als het Italiaanse Formule 4-kampioenschap uitkwam voor het Prema Powerteam. In het ADAC-kampioenschap won hij races op Oschersleben, de Lausitzring (tweemaal), de Nürburgring en de Hockenheimring en werd zo achter Joey Mawson tweede in de eindstand met 322 punten. In het Italiaanse kampioenschap won hij op het Misano World Circuit Marco Simoncelli (tweemaal), het Autodromo Enzo e Dino Ferrari, het Autodromo Vallelunga en het Autodromo Nazionale Monza en werd hier, hoewel hij één raceweekend moest missen in verband met een conflicterend evenement in het ADAC-kampioenschap, ook tweede in het kampioenschap met 216 punten, ditmaal achter Marcos Siebert.

### Formule 3
In 2017 maakte Schumacher de overstap naar de Formule 3, waarbij hij voor Prema debuteerde in het Europees Formule 3-kampioenschap. Hij behaalde een podiumplaats op Monza en eindigde in de overige races regelmatig in de top 10. Met 94 punten werd hij twaalfde in het eindklassement.
In 2018 bleef Schumacher voor Prema rijden in de Europese Formule 3. In de eerste seizoenshelft toonde hij weinig vooruitgang en behaalde slechts twee podiumplaatsen op de Hungaroring en het Circuit Zandvoort. In de laatste race tijdens het weekend op Spa-Francorchamps wist hij echter zijn eerste Formule 3-race te winnen, op het circuit waar zijn vader Michael in 1991 zijn Formule 1-debuut maakte en in 1992 zijn eerste race in deze klasse won. Hierna won hij races op Silverstone en Misano, alvorens vijf races op een rij te winnen op de Nürburgring (driemaal) en de Red Bull Ring (tweemaal). Uiteindelijk behaalde hij in de tweede race van het laatste raceweekend op de Hockenheimring de tweede plaats, waardoor hij definitief niet meer te achterhalen was door zijn laatste concurrent Daniel Ticktum en het kampioenschap won. Hij eindigde het seizoen met 365 punten.

### Formule 2

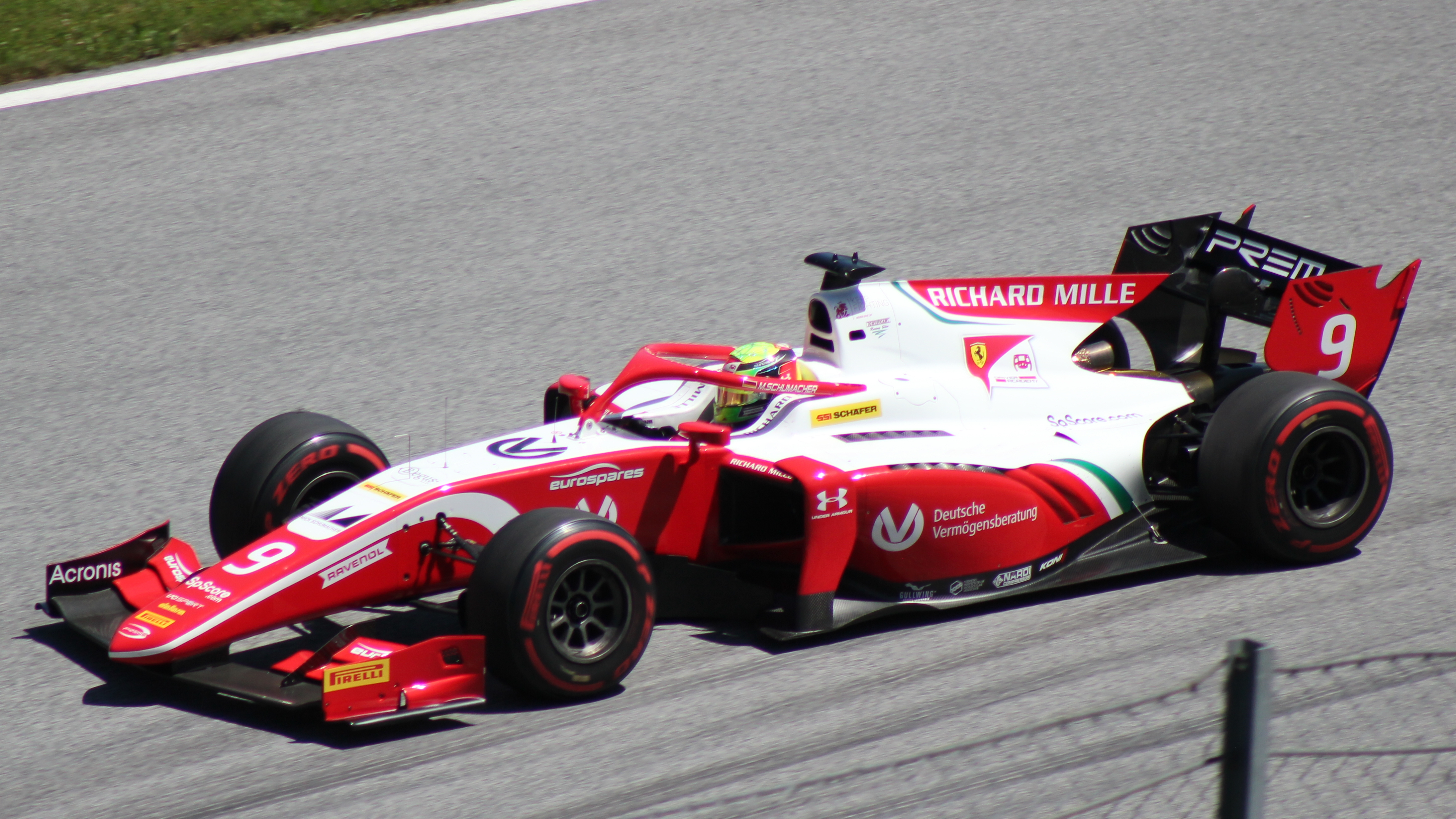
Schumacher in de Formule 2-auto van Prema Powerteam op de Red Bull Ring

Schumacher werd aangekondigd als coureur voor de Ferrari Driver Academy op 19 januari 2019. In 2019 maakte Schumacher zijn debuut in de Formule 2, waarin hij zijn samenwerking met het team van Prema voortzette. In augustus behaalde hij op de Hungaroring zijn eerste overwinning in het kampioenschap. Met 53 punten werd hij twaalfde in het eindklassement.
In 2020 bleef Schumacher actief in de Formule 2 bij Prema. Hij won twee races, respectievelijk in Monza en Sochi en stond in acht andere races op het podium. In de seizoensfinale op het Bahrain International Circuit werd hij gekroond tot kampioen nadat zijn laatste concurrent Callum Ilott geen punten wist te scoren.

### Formule 1

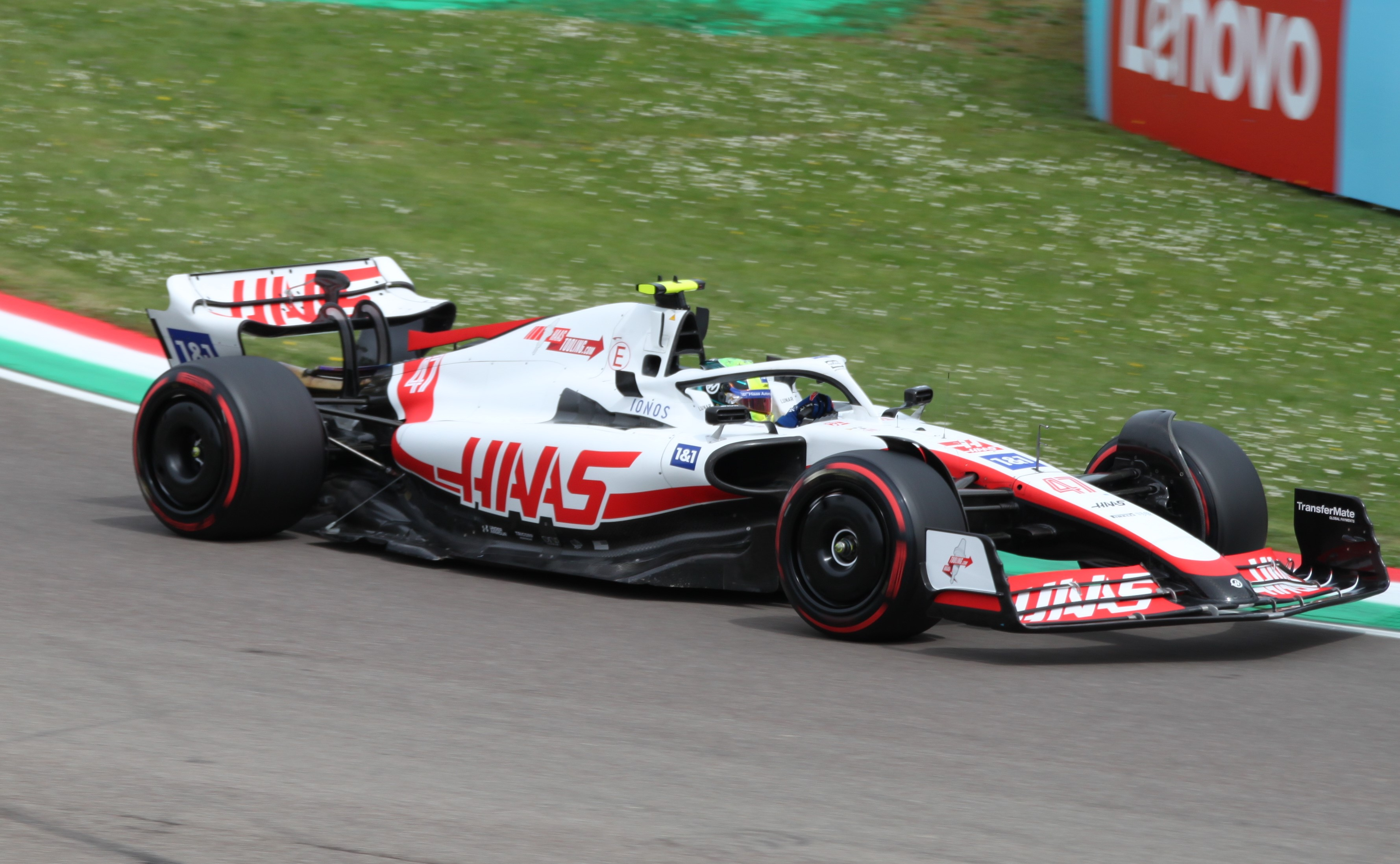
Schumacher tijdens de Grand Prix van Emilia-Romagna in 2022

Op 2 april 2019 maakte Schumacher zijn debuut in een Ferrari SF90 gedurende de mid-seizoen testen op het Bahrain International Circuit. 
Op 2 december 2020 werd bekend dat Schumacher in 2021 voor Haas in de Formule 1 zou rijden, naast Nikita Mazepin. Op 11 december 2020 reed hij voor het eerst als testcoureur mee tijdens de eerste vrije training van de GP van Abu Dhabi. Ook in 2022 reed Schumacher voor Haas, waar hij de tweede wedstrijd van het seizoen in Djedda miste na een zware crash tijdens de kwalificaties. Tijdens de Grand Prix van Groot-Brittannië behaalde Schumacher zijn eerste punten in de Formule 1. 
Op 17 november 2022 maakte Haas bekend het aflopende contract van Schumacher niet te verlengen en hem in het seizoen 2023 te vervangen door Nico Hülkenberg. Op 15 december 2022 maakte het team van Mercedes GP bekend dat Schumacher aangesteld was als reservecoureur voor 2023. Zijn verbintenis met de Ferrari Driver Academy kwam daarmee ten einde.

## Formule 1-carrière
| Jaar/Jaren  | Team         |
| ----------- | ------------ |
| 2021 - 2022 | Haas F1 Team |

|                           | 2021 | 2022 | Totaal         |
| ------------------------- | ---- | ---- | -------------- |
| Aantal ingeschreven races | 22   | 22   | 44 (43 starts) |
| Aantal zeges              | 0    | 0    | 0              |
| Aantal pole-positions     | 0    | 0    | 0              |
| Aantal snelste rondes     | 0    | 0    | 0              |
| Aantal podiumplaatsen     | 0    | 0    | 0              |
| Aantal WK-punten          | 0    | 12   | 12             |
| Eindstand WK              | 19   | 16   |                |

### Formule 1-resultaten
| Kleur  | Resultaat                       |
| ------ | ------------------------------- |
| Goud   | Winnaar                         |
| Zilver | Tweede plaats                   |
| Brons  | Derde plaats                    |
| Groen  | Gefinisht (punten behaald)      |
| Blauw  | Gefinisht (geen punten behaald) |
| Blauw  | Niet geklasseerd (NC)           |
| Paars  | Uitgevallen (DNF)               |
| Rood   | Niet gekwalificeerd (DNQ)       |

| Kleur   | Resultaat                              |
| ------- | -------------------------------------- |
| Zwart   | Gediskwalificeerd (DSQ)                |
| Wit     | Niet gestart (DNS)                     |
| Blanco  | Gewond (INJ)                           |
| Blanco  | Uitgesloten (EX)                       |
| Blanco  | Teruggetrokken (WD) / Niet deelgenomen |
| 1, 2, 3 | Sprint positie (punten behaald)        |
| P       | Poleposition                           |
| S       | Snelste ronde                          |

| Seizoen | Inschrijving | Chassis    | Motor          | 1      | 2       | 3      | 4      | 5      | 6      | 7       | 8      | 9       | 10     | 11     | 12     | 13     | 14     | 15      | 16     | 17     | 18      | 19     | 20     | 21      | 22     | Pos | Punten |
| ------- | ------------ | ---------- | -------------- | ------ | ------- | ------ | ------ | ------ | ------ | ------- | ------ | ------- | ------ | ------ | ------ | ------ | ------ | ------- | ------ | ------ | ------- | ------ | ------ | ------- | ------ | --- | ------ |
| 2020    | Haas F1 Team | Haas VF-20 | Ferrari 065 V6 | OOS 0  | STI 0   | HON 0  | GBR 0  | 70J 0  | SPA 0  | BEL 0   | ITA 0  | TOS 0   | RUS 0  | EIF 0  | POR 0  | EMI 0  | TUR 0  | BHR 0   | SAK 0  | ABU TC |         |        |        |         |        | -   | -      |
| 2021    | Haas F1 Team | Haas VF-21 | Ferrari 065/6  | BHR 16 | EMI 16  | POR 17 | SPA 18 | MON 18 | AZE 13 | FRA 19  | STI 16 | OOS 18  | GBR 18 | HON 12 | BEL 16 | NED 18 | ITA 15 | RUS DNF | TUR 19 | VST 16 | MXS DNF | SAP 18 | QAT 16 | SAR DNF | ABU 14 | 19  | 0      |
| 2022    | Haas F1 Team | Haas VF-22 | Ferrari 066/7  | BHR 11 | SAR DNS | AUS 13 | EMI 17 | MIA 15 | SPA 14 | MON DNF | AZE 14 | CAN DNF | GBR 8  | OOS 6  | FRA 15 | HON 14 | BEL 17 | NED 13  | ITA 12 | SIN 13 | JPN 17  | VST 15 | MXS 16 | SAP 13  | ABU 16 | 16  | 12     |

## Privéleven
Schumacher is de zoon van zevenvoudig Formule 1-wereldkampioen Michael Schumacher en Europees kampioen westernrijden Corinna Schumacher. Zijn oom Ralf Schumacher is ook autocoureur geweest, en zijn neef David Schumacher is ook autocoureur.
Schumacher is geboren en opgegroeid in Zwitserland. Tot november 2007 woonde hij in Vufflens-le-Château. Daarna verhuisde hij naar Gland.